# Elsa Noffke
Elsa Noffke geb. Elsa Jandera (* 29. Juni 1905 in Rosenthal; † 6. November 1943 in Ravensbrück) war eine deutsche Verlagsangestellte und Widerstandskämpferin gegen den Nationalsozialismus.

## Leben
Elsa Noffke wuchs in Österreich-Ungarn auf. 1922 wurde sie Mitglied der KPC. Sie arbeitete von 1926 bis 1928 als Sekretärin im Verlag der Komintern in Moskau und anschließend bis 1932 in der Verwaltung der KPC. Ab April 1932 war sie Mitglied der KPD, für die sie als Referentin in der Gesellschaft der Freunde der Sowjetunion in Berlin tätig war. Wegen der Gefährdung durch den nationalsozialistischen Terror in Berlin emigrierte sie im März 1933 in die Niederlande, wo sie ihre Tätigkeit für die Freundschaftsgesellschaft fortsetzte. 1934 und 1935 war sie wieder als Verlagsangestellte tätig, zuerst in einem Verlag in Leningrad und anschließend bei der Verlagsgenossenschaft ausländischer Arbeiter in Moskau, wo sie den Redakteur Ernst Noffke (1903–1973) kennenlernte, den sie noch 1935 heiratete.
Nach dem Überfall der Wehrmacht auf die Sowjetunion August 1941 besuchte sie ab August 1941 die Kominternschule, anschließend wurde die Ausbildung vom Militärnachrichtendienst GRU fortgesetzt, wo sie zur Fallschirmspringerin und Funkerin ausgebildet wurde. Im Oktober 1942 fuhr sie in einem Schiffskonvoi nach England, um von dort aus ihr Einsatzziel zu erreichen. Am 24. Februar 1943 sprang sie gemeinsam mit Georg Tietze aus einem RAF-Flugzeug in der Nähe von Freiburg im Breisgau mit dem Fallschirm ab. Ende April 1943 wurde sie von der Gestapo verhaftet. Die Sonderkommission Rote Kapelle versuchte sie als Doppelagentin zu gewinnen, um sie als Kontaktfrau und Lockvogel in die Schweiz zu schicken. Dieser Plan wurde aber aufgegeben und sie wurde in das Konzentrationslager Ravensbrück deportiert, wo sie von der SS gefoltert und erschossen wurde.
Ihre Schwester Albine Jandera war mit dem Leiter der Verlagsabteilung des Exekutivkomitees der Komintern Michail Kreps (1895–1937) verheiratet, der als Folge des stalinistischen Verfolgungswahns am 27. Juli 1937 verhaftet und am 27. Oktober 1937 erschossen wurde.